# Crazy Taxi
Crazy Taxi ist ein actionlastiges Rennspiel, das 1999 von der Firma Hitmaker (ehemals AM3) für Sega entwickelt wurde. Nach der Veröffentlichung als Arcade-Spiel folgten Portierungen auf Dreamcast (2000), PlayStation 2 (2001), Nintendo GameCube (2001), Microsoft Windows (2002) und PlayStation 3 (2010). Es ist das erste Spiel der Crazy-Taxi-Reihe.

## Spielablauf
Das Spielgeschehen findet in einer virtuellen Stadt (West Coast, die optisch an San Francisco orientiert ist) statt. Als Taxifahrer versucht der Spieler möglichst viele Passagiere nacheinander aufzunehmen und zu verschiedenen Zielpunkten zu bringen. Das Spiel erlaubt ein freies Befahren der großen Areale und Entscheidungsfreiheit, welche Personen befördert werden sollen. Schon vorher ist an einem farbigen Ring (und dessen Radius), der die Kunden umgibt, erkennbar, wie weit diese befördert werden wollen. Zu Spielbeginn erhält man eine gewisse Anzahl Sekunden als „Startkapital“, welche sofort beginnen, herunterzuzählen. Sobald man einen Fahrgast aufnimmt, werden einem weitere Sekunden dazugerechnet, um den Kunden zum Ziel zu bringen. Zusätzlich beginnt über dem Kopf des Fahrgastes eine weitere Uhr, die anzeigt, wie viele Sekunden für diesen Fahrgast übrigbleiben, herunterzuzählen. Durch ein erfolgreiches Abliefern erhält man die zu Beginn der Fahrt festgelegte Summe und beim Absetzen des Kunden weitere wertvolle Sekunden je nach Geschwindigkeit: Bei „Speedy“ 5 Sekunden, bei „Normal“ noch 2 und bei „Slow“ überhaupt keine mehr. Zudem hat man die Möglichkeit, durch diverse Stunts, wie waghalsiges Fahren, Sprünge oder Drifts, ein sich steigerndes Trinkgeld zu erhalten. Schafft man es nicht, die Passagiere innerhalb der verlangten Zeit zum Zielort zu fahren, springen diese, ohne zu bezahlen, aus dem Auto. Während der Fahrt weist ein großer grüner Pfeil in der Mitte des oberen Bildschirmrandes, auf den Zielort.
Die Konsolen- und PC-Portierungen enthalten eine weitere Stadt und den neuartigen „Crazy-Box“-Modus als Spieloption. „Crazy Box“ ist eine Sammlung von Minispielen, die noch weniger als das Hauptspiel mit dem Genre der Rennspiele gemein hat. Allesamt sind sie eher den Geschicklichkeitsspielen zuzuordnen. So fungiert das Taxi in diesen beispielsweise als Bowlingkugel oder der Spieler muss versuchen, auf einer Schanze einen Weitsprungrekord hinzulegen.
Die gesamte Grafik des Spieles weist eine Mischung aus Realismus und Cartoon-Optik auf, die viele bunte Farben aufweist. Die Zeitschrift Video Games (Ausgabe 3/00) bewertete die Dreamcast-Version mit 91 %.

## Soundtrack
Die populären US-amerikanischen Musikgruppen Bad Religion („Inner Logic“, „Ten in 2010“, „Hear It“ und „Them and Us“) und The Offspring („All I Want“, „Change the World“ und „Way Down the Line“) haben Musikstücke zum Spiel beigesteuert, die während des Hauptspieles, dem Titel und dem Abspann zu hören sind. Eine Ausnahme bietet allerdings die PC-Umsetzung des Spieles, die mit einem komplett anderen Soundtrack, von Pivit („Fingercuffs“ und „Middle Children“), Too Rude („The Distance“) und Total Chaos („What You Gonna Do“ und „Let It Roll“), aufwartet. Auch in der Neuauflage von 2010 für PS3/Xbox 360 ist ein anderer Soundtrack enthalten als der von The Offspring und Bad Religion. Die iOS- und Android-Fassung hingegen wurde wieder mit dem originalen Soundtrack ausgestattet.

## Produktplatzierung
Die Ziele, an die die Passagiere wünschen gebracht zu werden, enthalten neben allgemeinen Orten, wie einer Polizeiwache, einem Stadion, einem Leuchtturm oder eines Bahnhofes, auch firmenbezogene. Diese waren Pizza Hut, FILA Store, Kentucky Fried Chicken, Levi’s Store und Tower Records. Auch dieses Feature fehlt in der PS3-/Xbox-360-Version, hier wurden andere Logos und Marken erfunden, die sich aber größtenteils an die originalen Marken anlehnen sollten.

## Rezeption
Auf der mittlerweile eingestellten Wertungsaggregationsseite GameRankings hielt die Dreamcast-Version zuletzt einen Score von 90,19 %. Spätere Fassungen für andere Plattformen erzielten allerdings deutlich niedrigere Durchschnittswertungen. Die Zeitschrift Video Games vergab für die Dreamcast-Version eine Spielspaßwertung von 91 %. Die PC Games vergab in ihrer Rezension im September 2002 immerhin noch 81 % für die PC-Version. Die Grafik konnte zu diesem Zeitpunkt nicht mehr mit damals aktuellen Rennspielen wie Need for Speed: Hot Pursuit 2 mithalten und auch im Vergleich mit GTA 3 könne das Spiel nicht bestehen, doch Animationen und Fahrgefühl stimmen. Crazy Taxi sei „Spiel gewordene gute Laune“, nur das Fehlen der Original-Musik auf PC wurde kritisiert.

## Nachfolger

### Crazy Taxi 2
2001 erschien die Fortsetzung Crazy Taxi 2 exklusiv für Dreamcast. Das Spielprinzip des Originals wird unverändert beibehalten, jedoch besteht nun die Möglichkeit, auch Gruppen (zwei bis vier Personen) zu chauffieren. Der Lohn wird allerdings immer erst ausgezahlt, wenn der letzte Fahrgast abgeliefert wurde, weshalb lange Fahrten mit Gruppen nun riskanter, aber auch ertragreicher sind. Zudem besitzt das Taxi nun auf Knopfdruck eine Sprungfunktion, die es ermöglicht, noch mehr als im ersten Teil, wo man vor allem Schanzen nutzen musste, über Dächer und Mauern abzukürzen. Dieses Mal wird der Big Apple, sowie, als Zweitstadt, Small Apple befahren, Gebiete, die sich optisch an das reale New York City anlehnen. Allerdings bieten diese Städte keine urbane Tristesse, sondern wieder eine abwechslungsreiche und bunte Cartoon-Optik. Eine weitere Veränderung ist das neue vierköpfige Fahrerfeld (Slash, Iceman, Cinnamon und Hot-D). Erstmals lassen sich auch Fahrten aufzeichnen und auf der VMU speichern. Dies können entweder Crazy-Pyramid-Fahrten sein oder „normale“ Fahrten, für die allerdings zusätzliche Startpunkte zur Verfügung stehen, und bei denen man ein festes Zeitkonto hat. Bewertet wird entsprechend danach, wie Crazy die Fahrt ist, und nicht, wie viel Geld man verdient hat.
Wie im Original befinden sich auch in diesem Spiel neue Geschicklichkeitsprüfungen (Crazy Pyramid). Crazy Taxi 2 bietet erneut einen lizenzierten Soundtrack mit neuen Liedern der Band The Offspring und erstmals auch Methods of Mayhem.

### Crazy Taxi 3: High Roller
Im Sommer 2002 wurde, diesmal zunächst exklusiv für die Xbox, der dritte Teil der Reihe, Crazy Taxi 3: High Roller, veröffentlicht. Als neues Gebiet befindet sich in diesem Spiel die Glitter Oasis. Ein Gebiet, das sich am nächtlichen Las Vegas (und dem Grand Canyon) orientiert. Weiterhin gibt es vier neue Fahrer (Angel, Bixbite, Mrs. Venus, Zax). Spielerisch wurden konsequent die Erneuerungen des Vorgängers beibehalten. Neben dem neuen Gebiet findet man auch die Städte West Coast und Around Apple (jeweils einen Bereich aus den beiden Vorgängern), die deutlich überarbeitet wurden und auch die späteren Erneuerungen beinhalten (Sprünge auf Knopfdruck, Fahrgästegruppen etc.). In diesen Bereichen findet man wieder die acht altbekannten Fahrer, deren Design leicht überarbeitet wurde. Eine Portierung des Spieles für Windows folgte 2004. Auch in diesem Spiel findet man neue Mini- und Geschicklichkeitsspiele (Crazy X). Neben bereits verwendeten Liedern liefern die bekannten Bands auch hierfür die Musik, zusätzlich auch Brian Setzer und Citizen Bird. Später erschien auch ein Spielhallen-Automat zu Crazy Taxi 3.

### Handheld-Versionen
Zusätzlich erschien eine Umsetzung des ersten Teiles für den Game Boy Advance (Crazy Taxi: Catch a Ride, 2003 durch THQ). 2007 wurde das Spiel Crazy Taxi: Fare Wars (in Japan Crazy Taxi: Double Punch) für die PSP veröffentlicht. Dieses vereint die ersten beiden Crazy-Taxi-Teile in sich. Der Soundtrack wurde ausgetauscht. Die Lieder im Spiel stammen daher von unbekannteren Rockbands. Jedoch können eigene, auf der PSP gespeicherte Lieder im MP3-Format während des Spieles abgespielt werden. Ebenfalls entfernt wurden hierbei alle Produktplatzierungen.

## Chronologie
| Titel                     | Plattform                                      | Erscheinungsdatum (Europa)                                                                      |
| ------------------------- | ---------------------------------------------- | ----------------------------------------------------------------------------------------------- |
| Crazy Taxi                | Arcade, Dreamcast, PlayStation 2, GameCube, PC | 1999 (Arcade), 25. Februar 2000 (DC), 1. Juni 2001 (PS2), 3. Mai 2002 (GCN), 28. Juni 2002 (PC) |
| Crazy Taxi 2              | Dreamcast                                      | 6. Juli 2001                                                                                    |
| Crazy Taxi 3: High Roller | Xbox, PC, Arcade                               | 19. September 2002 (Xbox), 2003 (Arcade), 26. Februar 2004 (PC)                                 |
| Crazy Taxi: Catch a Ride  | Game Boy Advance                               | 12. Juni 2003                                                                                   |
| Crazy Taxi: Fare Wars     | PlayStation Portable                           | 28. September 2007                                                                              |